# Trường Xuân (phường)
Trường Xuân là một phường thuộc thành phố Tam Kỳ, tỉnh Quảng Nam, Việt NamĐịa bàn phường Trường Xuân bao gồm phần lớn đất của xã Trường Xuân thuộc tổng Chiên Đàn, huyện Hà Đông (sau là phủ Tam Kỳ) xưa. Địa hiệu Trường Xuân xuất hiện khá xưa (từ sau năm 1470) theo ghi chép trong tư liệu của gia tộc Lê làng Trường Xuân.
Tuy nhiên, trong “Phủ biên tạp lục” của Lê Quý Đôn không thấy địa danh này, chưa rõ vì sao? Hiện tìm thấy địa danh Trường Xuân được ghi sớm nhất trong một văn khế ruộng đất ký vào năm Thái Đức thứ 8 thời Tây Sơn (1785) được lưu ở nhà thờ chính của tộc Bùi (xóm Đồng Rạ, thôn Trường Đồng, phường Tân Thạnh)..
Phường Trường Xuân có diện tích 4,7 km², dân số năm 2019 là 8.327 người, mật độ dân số đạt 1.772 người/km².